# Ian Hendon
Ian Hendon, född 5 december 1971, är en engelsk före detta professionell fotbollsspelare och numera assisterande tränare i Gillingham FC. Under spelarkarriären spelade Hendon sju matcher för det Englands U21-landslag i början på 1990-talet.

## Meriter
- FA Youth Cup: 1990
- Charity Shield: 1991
- Division 3: 1998
- Football Conference: 2005